# Ефективний діаметр (астрономія)
Ефективний діаметр небесного тіла — наближена оцінка розмірів небесних тіл (здебільшого малих планет та метеороїдів), які можуть мати несферичну форму. Застосовується за умов, коли точні розміри та форму тіла оцінити складно, та/або як спрощена міра розміру небесних тіл різноманітних форм.
Існує декілька методів підрахунку ефективного діаметра небесних тіл:
- для достатньо великих та близьких тіл ефективний діаметр можна визначити за кутовим розміром. Однак для більшості малих тіл Сонячної системи цей метод незастосовний навіть з найпотужнішими телескопами, адже кутовий розмір переважно менший за розмір одного пікселя у детекторах;
- найпоширенішим способом оцінки ефективного діаметра малих тіл є його підрахунок на основі стандартної зоряної величини (H) та припущення певного альбедо. При цьому ефективний діаметр визначається як діаметр гіпотетичного сферичного тіла з такою ж стандартною величиною та альбедо. Для прикладу, якщо альбедо тіла 0,14 (середнє значення для навколоземних астероїдів), то ефективний діаметр тіла 1 км означатиме стандартну величину в 17,75;[1]
- досить точно розмір малих небесних тіл (а також їх позицію) дає можливість оцінити затемнення зірок тілом. За часом затемнення, спостережуваного з декількох близьких місць на Землі, оцінюють розміри окремих хорд небесного тіла, поєднавши інформацію про які, отримують його розміри. Наприклад, при спостереженні за астероїдом 39 Летіція 38 обсерваторіями 21 березня 1998 було встановлено приблизні еліптичні розміри 220×142 км[2], що еквівалентно ефективному діаметру 176 км — середньому геометричному великої та малої осей еліпса;
- якщо досить точно відомий об'єм небесного тіла, його ефективний діаметр можна підрахувати як діаметр сфери рівного об'єму. Наприклад, ефективний діаметр астероїда 25143 Ітокава, який було детально вивчено місією «Хаябуса», таким чином оцінюється у 0,33 км.[3]